# Hellboy Volume 4: The Right Hand of Doom
The Right Hand of Doom — четвертий том коміксів про Геллбоя, написаний та проілюстрований Майком Міньйолою. Включає в себе декілька не пов'язаних між собою історій про даного героя. Том був опублікований у квітні 2000-го.
Попередній том: «Hellboy Volume 3: The Chained Coffin and Others»
Наступний том: «Hellboy Volume 5: Conqueror Worm»

## Зміст

### Part One: The Early Years
Переклад: Частина Перша: Ранні Роки

#### Pancakes
Переклад: Млинці
Маленький Геллбой грається зі своїм песиком, коли його кличуть на обід. Червоний просить спагеті, але йому дають млинці. Спершу він не хоче їх їсти, але його думка швидко змінюється. Тим часом у пеклі демони бояться, що люди остаточно підкупили Геллбоя, давши йому млинці.

#### The Nature of the Beast
Переклад: Природа Звіра
Клуб Осіріса просить Геллбоя вбити Хробака Святого Леонарда. Червоний легко перемагає монстра, також з крові напівдемона виростають лілії. Це залишає невизначеність в сприйнятті Геллбоя Клубом.

#### King Vold
Переклад: Король Волд
Професор Бруттенхольм просить Геллбоя допомогти його знайомому — професору Едмону Айкману. Червоний прибуває до професора, який веде його на дивну гору. Вже скоро до гори прибуває безголовий вершник Король Волд, який залишає героям своїх вовків для догляду. Геллбой цілу ніч бориться з вовками, доки не втрачає свідомість. Тоді до гори знову прибуває Король і за роботу нагороджує Айкмана золотом, але те перетворюється на каміння. Зрозумівши, що його використали, Геллбой іде геть.

### Part Two: The Middle Years
Переклад: Частина Друга: Середні Роки

#### Heads
Переклад: Голови
Геллбой знаходиться в Японії. Пройшовши довгий шлях, він вирішує поспати, але його сон тривожить невідомий чоловік, кажучи, що тут небезпечно спати. Чоловік приводить червоного в свій дім, де вже набралося багато гостей. Напівдемона відводять в спальну. Через деякий час він прокидається і знаходить тіла гостей, в яких зникли голови. Геллбой кидає їхні тіла в річку і йде в ліс. Але в лісі його зустрічають голови гостей і нападають на нього. Не маючи прихистку, вони швидко вмирають від сонячного світла.

#### Goodbye, Mister Tod
Переклад: Прощавайте, Містер Тод
Геллбой приїжджає до одного медіума, за проханням його асистентки. Зайшовши в його гримерку, червоний стає свідком того, як з медіума намагається вилізти один з Огдру Хем. Геллбой виганяє потвору в її світ за допомогою особливого талісмана, але Неймовірний Тод все одно помирає.

#### The Vârcolac
Переклад: Варколак
Геллбой бориться з вампіршею на ім'я Ілона Какосі, але та викликає Варколака, велетенське чудовисько, аби захистити себе. Через деякий час Геллбой розуміє, що це лише іллюзія і тоді вбиває вампіршу.

### Part Three: The Right Hand of Doom
Переклад: Частина Третя: Права Рука Долі

#### The Right Hand of Doom
Переклад: Права Рука Долі
Геллбой зустрічає чоловіка на ім'я Адріан Фрост, який є сином професора Малкольма Фроста. Останній витрати десять років свого життя, аби звести Геллбоя зі світу. Адріан вибачається перед червоним за свого батька і просить розповісти його історію. Геллбой розповідає про те, як він появився, як зустрів Распутіна, який говорив йому щось дивне про його долю, як зустрів Гекату, яка говорила йому те ж саме, що і Распутін, як побачив видіння про священника і черницю, котрі боролися з Аззаїлом і як той назвав його своїм сином. Після розповіді Фрост дає напівдемону аркуш паперу з малюнком руки долі і просить у Бога благословення для Геллбоя.

#### Box Full of Evil
Переклад: Коробка, Повна Зла
Геллбой та Ейб Сапієн прибувають в один англійський маєток, який недавно обікрали. Зі слів жертви агенти розуміють, що злодій це темний окультист Ігор Бромхед. Тим часом сам Бромхед приносить викрадену ним коробку до своїх наймачів, невідомих чоловіка і жінки. Але демон Уалак, якого вони випустили з коробки, вбиває жінку, а чоловіка перетворює на мавпу. Бромхед, захищений особливим амулетом, підкорює собі Уалака, використавши його ім'я.
Геллбой і Сапієн прибувають до замку, де сховався Бромхед. На агентів нападає мавпа і бере Ейба в полон. В цей же час, за допомогою таємного імені червоного — Анунґ Ун Рама, Ігор змушує з'явитися його корону і її хапає Уалак. Одягнувши корону, Уалак стає більшим, сильнішим, розумнішим і більше не підкоряється Бромхеду. Забитий до полусмерті, червоний зустрічає трьох головних фейрі, які нагадують йому, хто він. Уалак намагається відтяти праву руку Геллбоя, але напівдемон прокидається і між ними зав'язується битва. Бромхед же намагається втекти.
Мавпа знущається над взятим у полон Ейбом Сапієном, але йому вдається вирватися і вбити тварину. Сапієн стикається з Бромхедом, та Ігору вдається втекти. Окультист ховається в одній з кімнат і молить Астарота допомогти йому. Бромхед розуміє, що його захисний амулет зламався і Астарот перетворює його на суміш людини і ящірки.
Геллбой тим часом перемагає Уалака, але той перетворюється на муху і тікає. Червоний стрибає за ним у вікно і ловить демона. Після цього напівдемон зустрічає Астарота і віддає йому свою корону.

## Персонажі

### Головні
- Геллбой — напівдемон, котрого виростив учений Тревор Бруттенхольм.
- Ейб Сапієн — агент Б. П. Р. О.. Людина-амфібія, котрий не пам'ятає своє минуле.
- Адріан Фрост — священик, син вченого, що намагався впевнити владу вбити Геллбоя.

### Другорядні
- Тревор Бруттенхольм — експерт з надприродного, прийомний батько Геллбоя.
- Клуб Осіріса — таємничий англійський клуб, що слідкує за Геллбоєм.
- Едмон Айкман — вчений, знайомий Тревора Бруттенхольма.
- Неймовірний Тод — медіум, що став коконом для одного з Огдру Хем.
- Ігор Бромхед — темний окультист, що не раз підкорював собі різних надприродних істот.

### Надприродні істоти
- Астарот — могутній демон, герцог Пекла.
- Хробак Святого Леонарда — дракон.
- Король Волд — багатий та могутній англійський дух, що живе в горах.
- Ілона Какосі — сильна вампірша.
- Нуке-Куді (抜首) — демони у вигляді голів.
- Огдру Хем — 369 дітей Огдру Джахада.
- Уалак — молодший демон Пекла.